# URBAN HYPE from NYC
URBAN HYPE from NYC（アーバン・ハイプ・フロム・エヌワイシー）は、FM NORTH WAVEで放送されているラジオ番組。

## 概要
国内外のR&Bやヒップホップ、ソウルミュージックなどのブラックミュージックを主体とした音楽をオンエアしている。
番組開始当初は月曜日から木曜日の20:00 - 22:00に放送されていた。金曜の当時間帯は同じくナオミがDJを担当していたSTREET FLAVA（一時FRIDAY GROOVIN'に内包、コンセプトはほぼ同じ）があり、2008年4月の改編でSTREET FLAVAを吸収、統合する形で枠移動した。
2009年7月31日からはニューヨークからの生放送となり、タイトルにfrom NYC（=New York City）が加わった。
2012年10月5日からは放送時間が5時間から20時 - 22時までの2時間に短縮された。
2017年12月3日からは、AbemaTV「AbemaRADIO」チャンネルにて毎週日曜 18:00 - 20:00に配信を開始（制作局での放送の後に配信）。

## 放送・配信時間
いずれもJST。
| 期間       | 期間       | FM NORTH WAVE             | ABEMA RADIO        |
| ---------- | ---------- | ------------------------- | ------------------ |
| 2007.10.01 | 2008.03.31 | 月曜 - 木曜 20:00 - 22:00 | -                  |
| 2008.04.04 | 2008.09.26 | 金曜 19:00 - 22:00        | -                  |
| 2008.10.03 | 2012.09.28 | 金曜 17:00 - 22:00        | -                  |
| 2012.10.05 | 2017.11.24 | 金曜 20:00 - 22:00        | -                  |
| 2017.12.01 | 2018.03.31 | 金曜 20:00 - 22:00        | 日曜 18:00 - 20:00 |
| 2018.04.01 | 2018.12.30 | 金曜 20:00 - 22:00        | 日曜 01:30 - 03:30 |
| 2019.01.01 | 2019.03.29 | 金曜 20:00 - 22:00        | -                  |
| 2019.04.05 | 2019.07.26 | 金曜 20:10 - 22:00        | -                  |
| 2019.08.02 | 現在       | 金曜 20:00 - 22:00        | -                  |

## タイムテーブル
- 20:40 ENTERTAINMENT BUZZ
  - ニューヨークやロンドンなど世界各地から届いたニュースを音楽とともに放送。
- 21:00 TIME PASSAGE
- 21:15 - 21:30 STREET FLAVA MIX from NYC SOULJAH MIX
  - ニューヨーク在住の日本人DJ、SOULJAHの選曲によるDJコーナー